# Nikon F2
Nikon F2 — профессиональный малоформатный однообъективный зеркальный фотоаппарат, представленный в сентябре 1971 года в качестве дальнейшего развития камеры Nikon F. Производился в Японии корпорацией Nippon Kogaku K. K. до июня 1980 года, и выпущен общим тиражом более 800 тысяч экземпляров. Почти десятилетие Nikon F2 доминировал в профессиональной фотожурналистике в качестве основного инструмента, а после замены более современным Nikon F3 обслуживался в сервис-центрах Nikon вплоть до 2000 года.

## Историческая справка

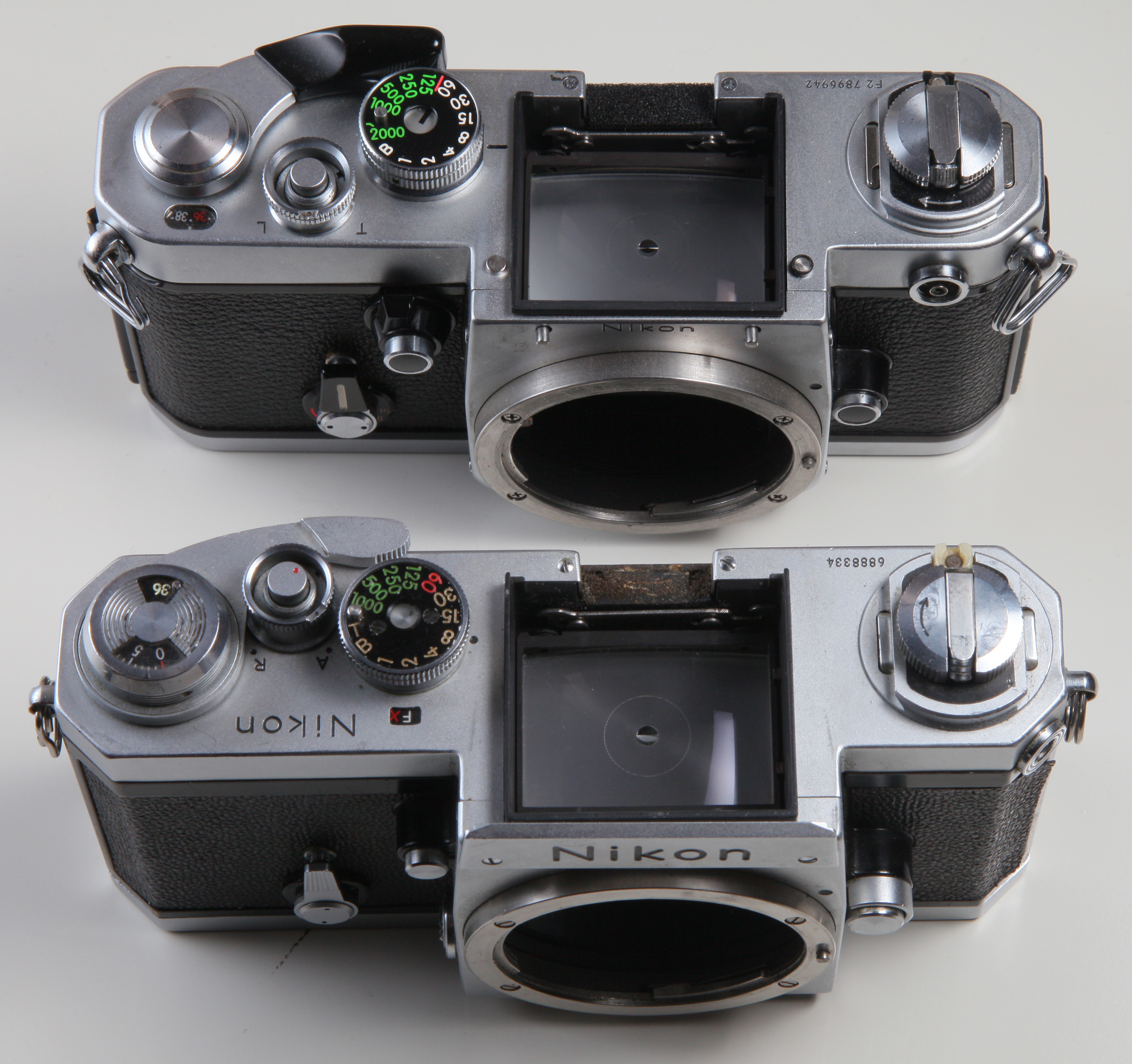
Корпуса Nikon F (внизу) и Nikon F2 (вверху) без пентапризм и объективов. Отличается расположение спусковой кнопки и синхроконтакта. Также изменилась конструкция счётчика кадров и механизма фиксации зеркала

Работы над прототипом новой камеры под рабочим названием Nikon A начались в сентябре 1965 года, а в марте 1969 был выпущен первый опытный образец. Между его появлением и началом массовых продаж продолжалось форсированное производство Nikon F, а новый скоростной затвор тестировался на надёжность в условиях профессиональной эксплуатации. Повышенная скорость движения шторок нового затвора позволяла вдвое сократить минимальную выдержку и уменьшить выдержку синхронизации с 1/60 до 1/80 секунды. Несмотря ни на что, модель F выпускалась ещё три года параллельно с новым фотоаппаратом, и пользовалась устойчивым спросом благодаря своей репутации. Некоторые мастерские в США даже наладили доработку корпусов Nikon F, заменяя механизм автоспуска отсутствующим в старой модели гнездом для элементов питания. Фотографы не желали расставаться с привычной надёжной камерой, а более современные пентапризмы от F2 не содержали батареек для экспонометра.
В конструкции модели F2 в полной мере проявился консерватизм разработчиков, не изменивших ни одного из главных принципов, заложенных в Nikon F. В процессе проектирования было устранено большинство недочётов, проявившихся за годы эксплуатации, таких как неудобное расположение спусковой кнопки и несовершенный механизм предварительного подъёма зеркала. Корпус F2 по сравнению с предшественником практически не изменился, и даже основные сменные элементы, включая видоискатели и фокусировочные экраны, взаимозаменяемы с такими же для Nikon F.
Несмотря на внешнее сходство, устройство модели F2 полностью переработано. Принципиальным новшеством стала модульная конструкция: вся механика разделена на функциональные узлы, смонтированные на отдельных каркасах, а механические связи между ними выполнены разъёмными. Это упрощает ремонт, позволяя извлекать лишь неисправный модуль, не разбирая весь механизм. Однако, главное усовершенствование коснулось задней крышки, которая стала откидной, а не съёмной. При этом, сохранена возможность работы с многоразовыми двухцилиндровыми кассетами с раскрывающейся щелью. Для этого замок крышки расположен на нижней стенке, и служит одновременно для открытия кассеты.

## Технические особенности
Как и в предыдущей модели, в Nikon F2 использован механический затвор с горизонтальным движением шторок из титановой фольги. Модульная конструкция со съёмной пентапризмой позволяла создавать любые конфигурации фотоаппарата для решения большинства профессиональных задач. Байонет Nikon F, успешно дебютировавший на предыдущей модели, делал доступным огромный парк сменной оптики Nikkor, уже выпущенной с 1959 года.
Nikon F2, как и его предшественник, остался полностью механическим фотоаппаратом с ручной фокусировкой. Две миниатюрных батарейки типа LR44 или SR44, устанавливаются в корпус камеры и служат для питания TTL-экспонометра в пентапризме, никак не влияя на работу затвора. При использовании видоискателей, не оснащённых экспонометром, установка элементов питания вообще не требуется. Для компенсации нагрузок из-за увеличенной скорости движения шторок все детали затвора были облегчены, а в его механизм добавлен силиконовый демпфер. Все выдержки в диапазоне от 1/2000 до 1 секунды, а также ручная, задаются механизмом, не требующим элементов питания. Кроме ручной, затвор отрабатывает длительную выдержку T (англ. Time) и дополнительные автоматические выдержки от 2 до 10 секунд совместно с механизмом автоспуска.
Несмотря на конструкцию, вполне пригодную для автоматической сборки, первые несколько лет фотоаппараты собирались вручную.

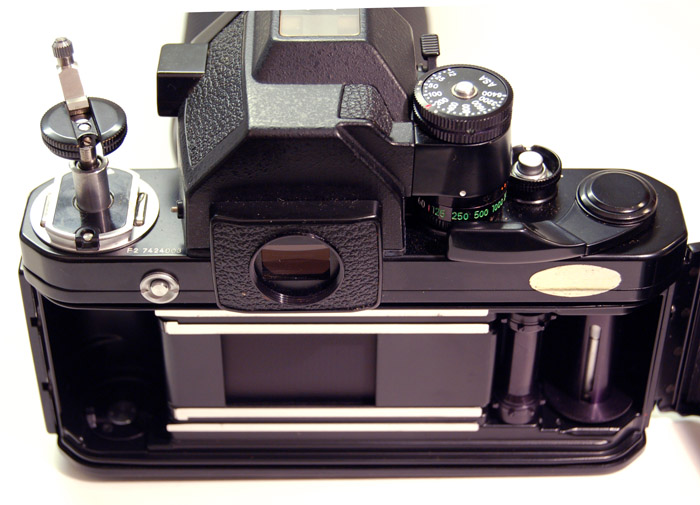
Корпус Nikon F2 S Photomic с открытой задней крышкой
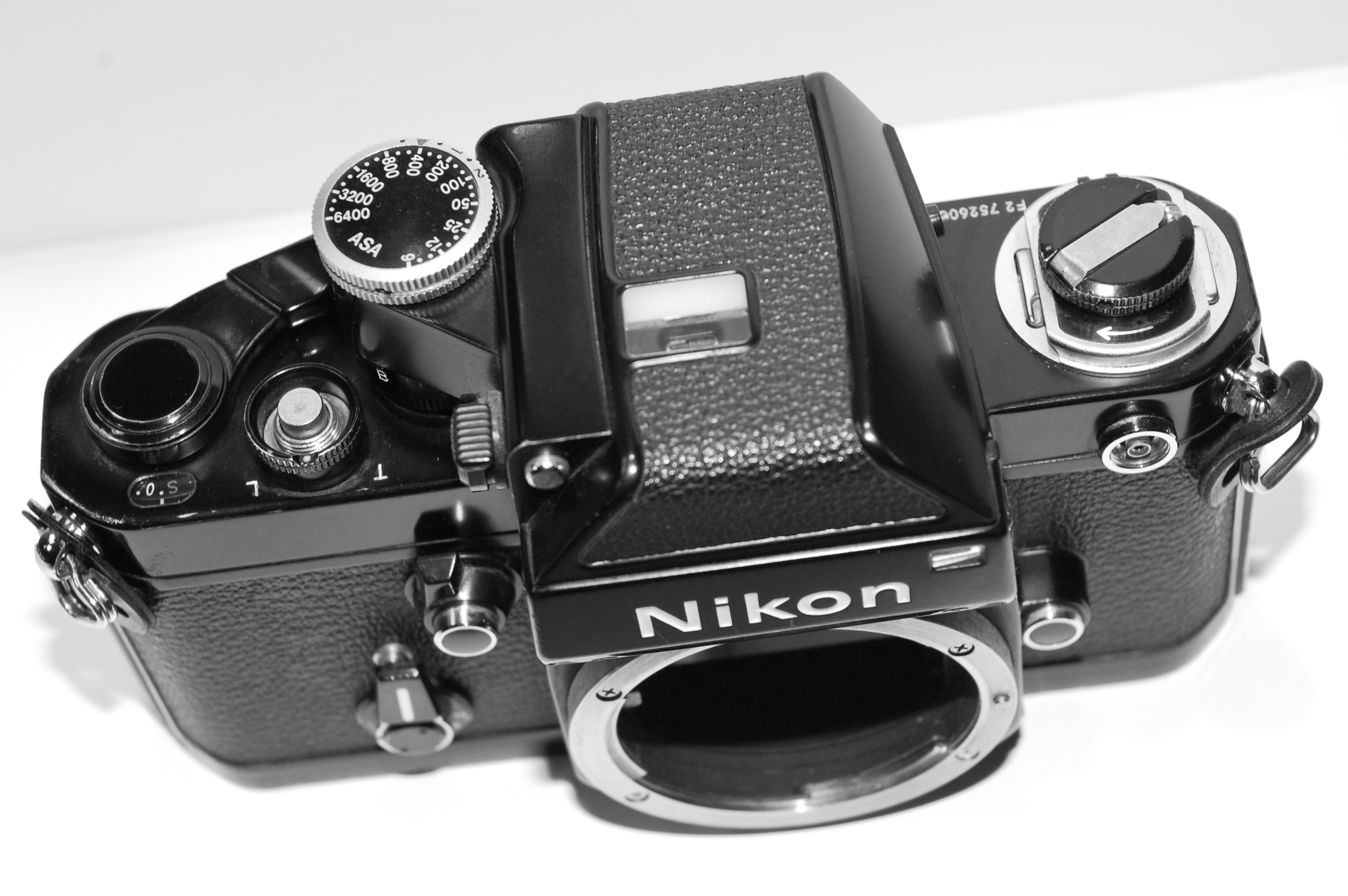
Nikon F2 Photomic со стороны пентапризмы DP-1
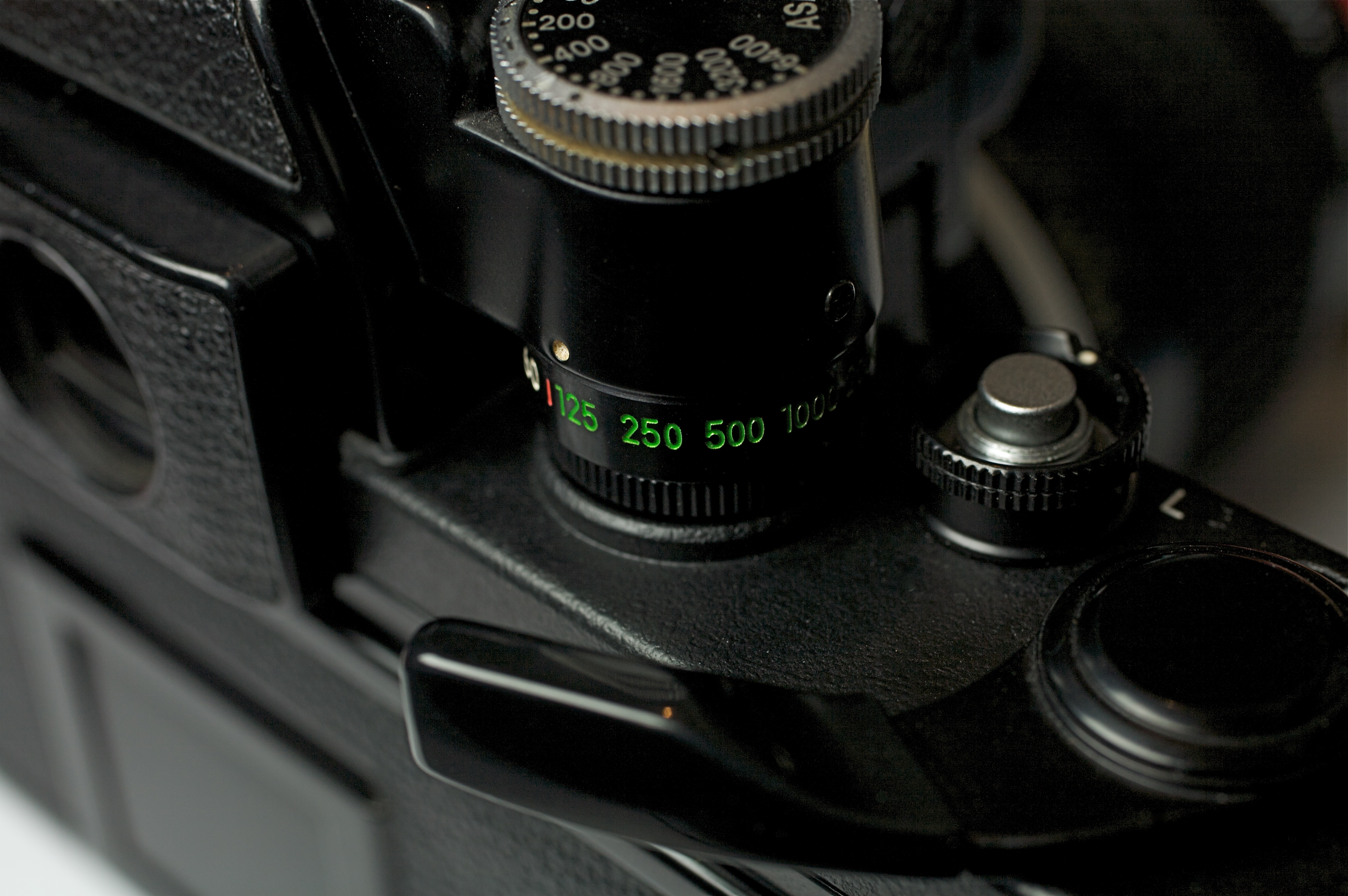
Сопряжение головки выдержек с экспонометром
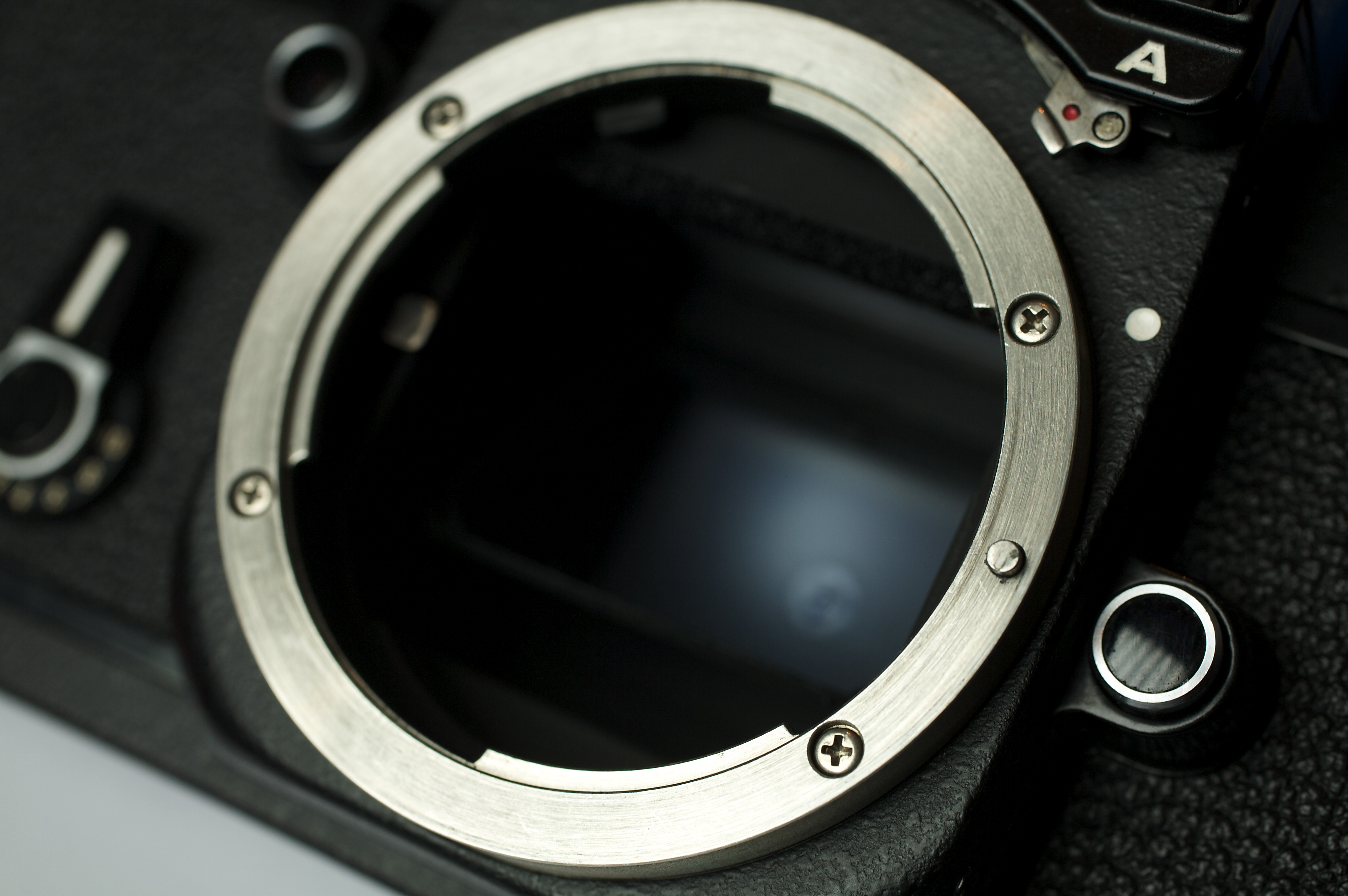
Байонет фотоаппарата Nikon F2A с поводком системы AI
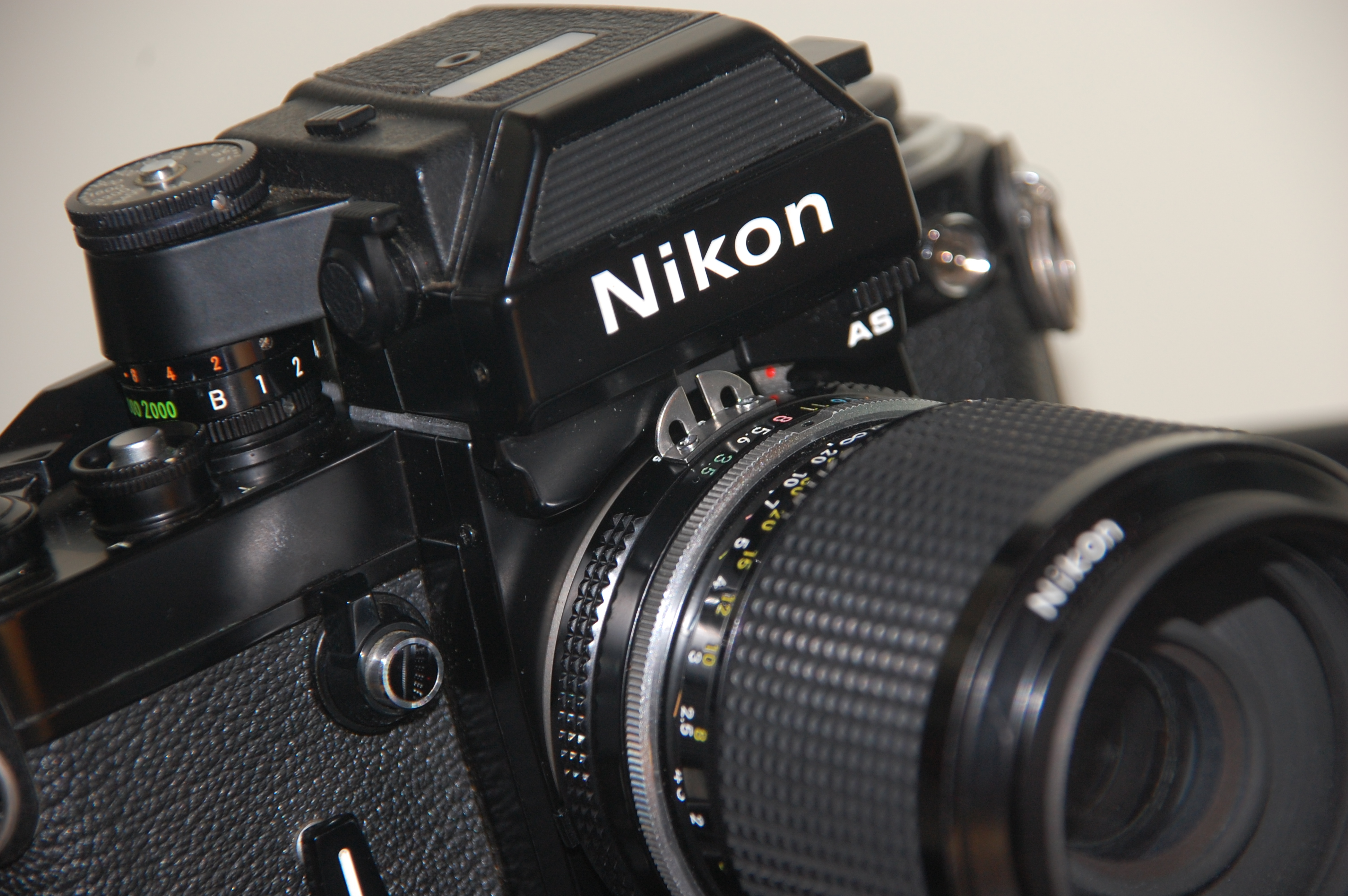
Пентапризма DP-12 и её соединение с объективом
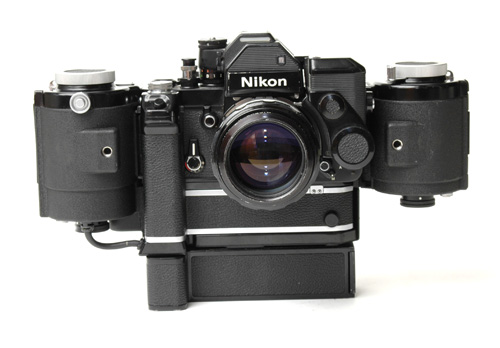
Nikon F2 S с мотором, большой кассетой и приставкой DS-1

Полностью металлический корпус отличается от предшествующей модели откидной задней стенкой на съёмном шарнире. Съёмная задняя крышка Nikon F изготавливалась заодно с нижним основанием, как у большинства дальномерных камер. Несмотря на преимущества совместимости с двухцилиндровыми шторными кассетами типа Contax, такая крышка снижала оперативность съёмки из-за неудобства перезарядки. Кроме того, моторный привод модели F конструктивно выполнялся как одно целое с крышкой, что заставляло при перезарядке плёнки снимать его вместе с батарейным блоком. В F2 от такой конструкции отказались, и фотоаппарат приобрёл вид, привычный для следующих десятилетий: моторы присоединяются снизу фотоаппарата и не мешают перезарядке. Крышка заменяется магазинами на 250 или 750 кадров плёнки, задниками с функцией впечатывания даты, и даже специальной приставкой для моментальной фотографии по технологии Polaroid.
Зеркало постоянного визирования, обеспечивающее видимость 100 % площади кадра, увеличено в высоту на 2 мм по сравнению с предыдущей моделью, чтобы предотвратить возможное виньетирование видоискателя при использовании мощных телеобъективов. Облегчённая титановая оправа зеркала позволила уменьшить задержку срабатывания затвора.
Как и модели F и F3, Nikon F2 не оснащался башмаком стандарта ISO:518. Фотовспышка крепится при помощи кронштейна, расположенного под рулеткой обратной перемотки. Конструкция кронштейна осталась прежней, поэтому совместимы все выпущенные ранее системные фотовспышки Nikon. Переходники на стандартный «холодный башмак», выпускавшиеся для Nikon F, как и новый AS-1 с центральным контактом, разработанный для F2, позволяют использовать вспышки со стандартным креплением, в том числе сторонних производителей. В старых моделях вспышек, рассчитанных на одноразовые баллоны, могут использоваться лампы классов M, MF и FP. Последние пригодны для съёмки на любых выдержках, за исключением 1/60 и 1/80 секунды.

## Дополнительные принадлежности
Как любая системная камера, Nikon F2 может оснащаться различными принадлежностями, устанавливаемыми на базовый модуль, который и является данной моделью фотоаппарата. Корпус F2 состоит из 1506 деталей и содержит затвор, механизмы подъёма зеркала и транспортировки плёнки с самосбрасывающимся счётчиком кадров, байонет с приводом прыгающей диафрагмы и синхроконтакт. Главный модуль не претерпел за всю свою историю практически никаких изменений, за исключением специальных версий камеры F2 H, F2/T и F2 Data. Он выпускался в двух вариантах: чёрном и «хромированном». Первый имел полностью чёрную окраску внешних деталей, тогда как верхний и нижний щитки второго окрашивались в серебристый цвет. Измерительные пентапризмы с TTL-экспонометром выпускались только чёрного цвета.

### Видоискатели

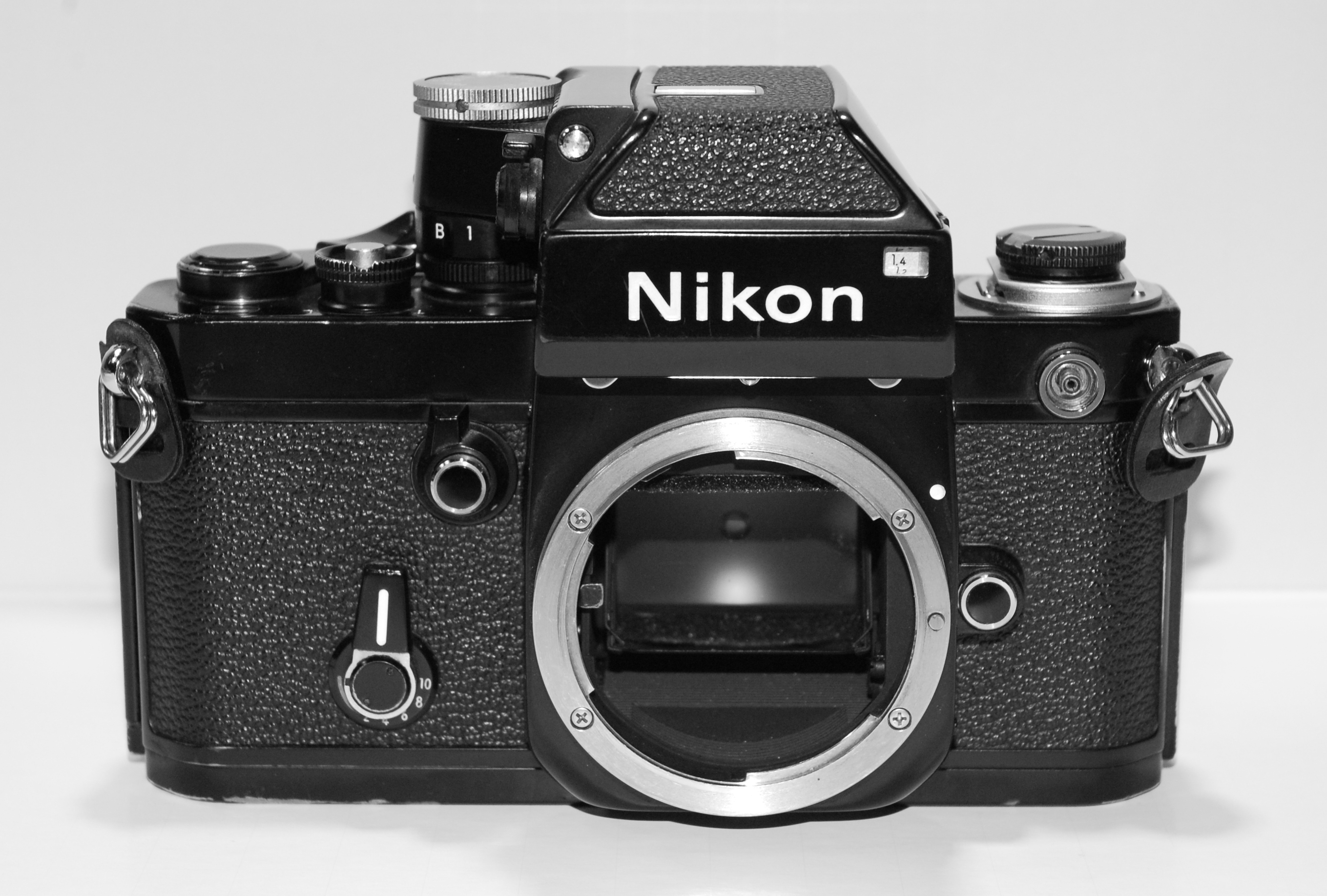
Фотоаппарат Nikon F2 Photomic с пентапризмой DP-1

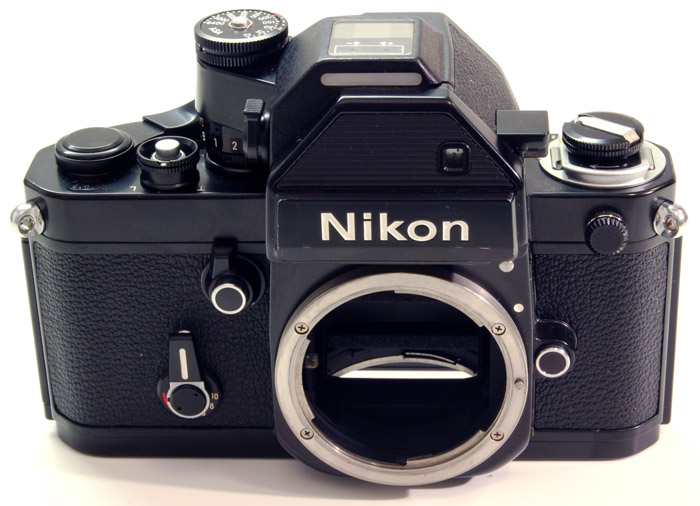
Фотоаппарат Nikon F2S Photomic с пентапризмой DP-2

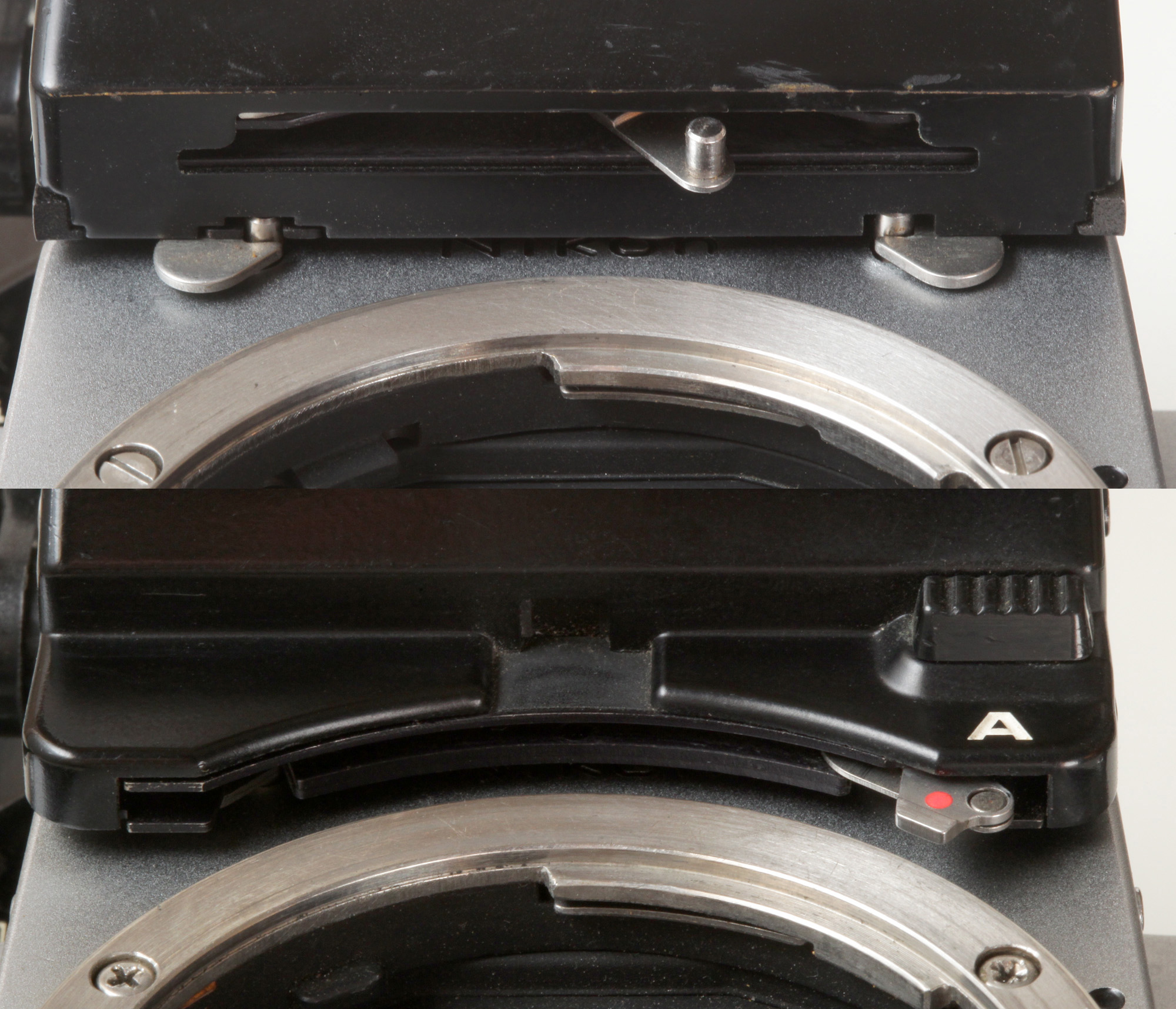
Механизмы связи кольца диафрагмы с экспонометром пентапризм DP-1 (non-AI, вверху) и DP-11 (AI, внизу)

Разные модификации серийного Nikon F2 отличаются только сменными пентапризмами, иногда называемыми «головками». В базовую комплектацию входит видоискатель типа DE-1, не оснащённый экспонометром. В отличие от других пентапризм чёрного цвета, эта выпускалась также в хромированном исполнении вплоть до снятия с производства всей линейки F2. В настоящее время призма DE-1 встречается редко и пользуется спросом у коллекционеров, как «классическая».
Начиная с модели F2 профессиональные фотоаппараты Nikon оснащались только TTL-экспонометрами. Их питание включается при переводе курка взвода в стартовое положение. К названию камеры, укомплектованной любой пентапризмой с экспозамером, добавляется слово «Фотомик» (англ. Photomic) и буквенный индекс, отражающий тип установленной призмы. За всю историю F2 компания Nippon Kogaku выпустила пять разновидностей пентапризм, оснащённых заобъективным измерением света. Как и в предыдущей модели Nikon F, в F2 экспонометр пентапризмы соединяется с диском выдержек камеры и диафрагмой объектива, обеспечивая полуавтоматическое управление экспозицией, измеряемой при открытой диафрагме. Индикация измерения в виде стрелки или светодиодов отображается не только в поле зрения видоискателя, но и во внешнем окне наверху всех пентапризм, оснащённых экспонометром. Текущие значения обоих экспозиционных параметров также отображаются в видоискателях (кроме DE-1): в двух дополнительных окнах видны изображения цифр, обозначающих диафрагменное число и выдержку. В пентапризмах, выпускавшихся до 1977 года, цифры проецируются с прозрачных дисков, один из которых механически связан с поводком передачи значения диафрагмы в пентапризму, а другой — с диском установки выдержки. Все призмы оснащены светодиодом индикации готовности вспышки, который соединяется с ней через дополнительный контакт на боковой грани корпуса видоискателя.
Модель Nikon F2 Photomic выпускалась с 1971 по 1977 год и оснащалась видоискателем DP-1. Этот тип видоискателя обладает стрелочным индикатором в поле зрения и дублирующей стрелкой на верхней крышке корпуса. Пара фоторезисторов CdS осуществляет центровзвешенный замер с распределением чувствительности 60/40 процентов в центре и по полю соответственно. Конструктивно этот тип пентапризмы является переработанной версией видоискателя Photomic FTn, выпускавшегося параллельно для последних партий Nikon F.
Следующая модификация камеры Nikon F2S Photomic комплектовалась видоискателем DP-2. В этой пентапризме, выпускавшейся с 1973 года, вместо чувствительного к ударам стрелочного гальванометра, индикация экспозиции осуществляется светодиодами в форме стрелок. Одновременно с DP-2 было выпущено устройство DS-1 EE автоматического управления экспозицией, стыкующееся с видоискателем через электрические контакты сбоку. Пентапризма считается самой неудачной из всей линейки: Nikon за время выпуска 8 раз менял её конструкцию, устраняя недочёты.

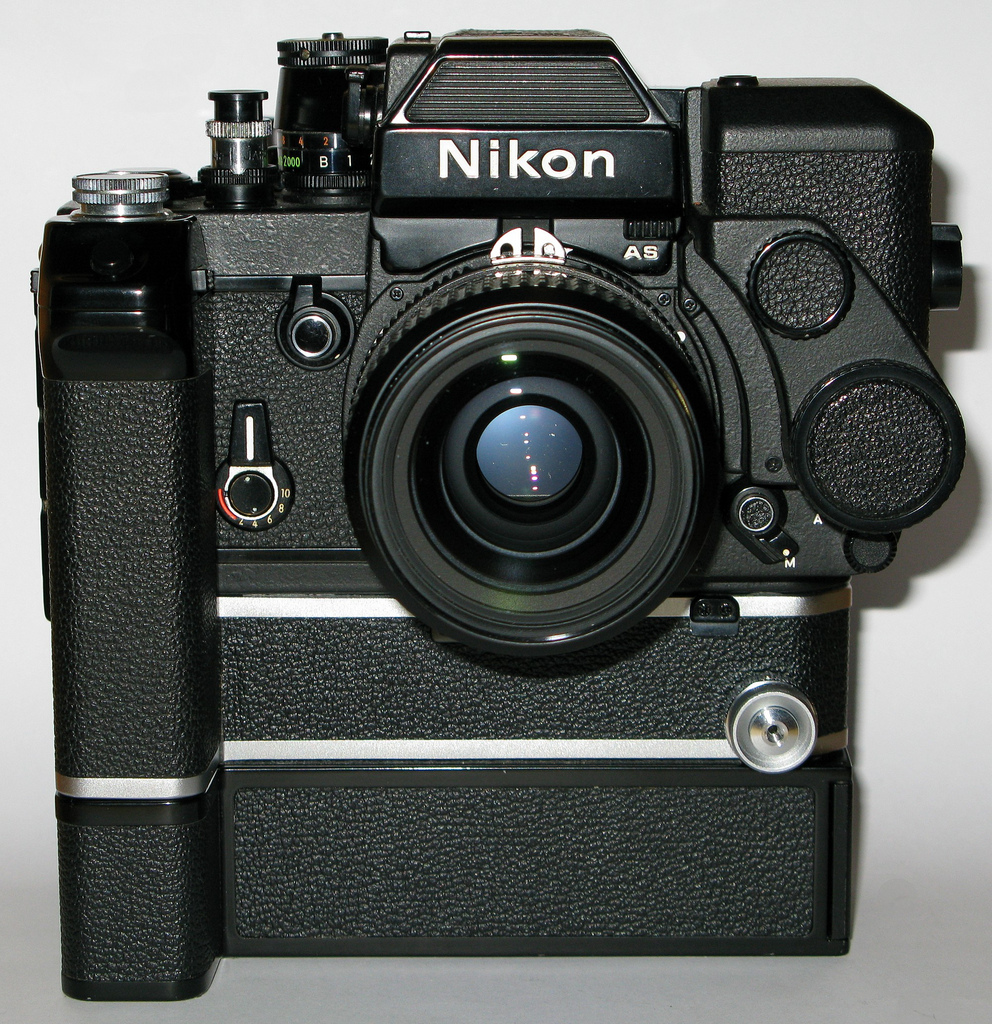
Камера Nikon F2AS Photomic с мотором MD-2 и блоком DS-12 EE автоматического управления диафрагмой (на снимке справа от объектива). Такая комбинация пригодна для автоматической съёмки в труднодоступных местах без участия человека

С пентапризмой DP-3 фотоаппарат под названием Nikon F2SB Photomic выпускался с 1976 до 1977 года. В этом типе видоискателя впервые нашли применение три новшества: кремниевый фотодиод с малой инерционностью и очень высокой чувствительностью, пятиступенчатая светодиодная индикация отклонения экспозиции и окулярная шторка, ставшая после этого стандартным элементом всех профессиональных визиров Nikon. Головка выдержек экспонометра, как и в призме DP-2, оснащена дополнительным маховиком измерения длительных экспозиций от 2 до 10 секунд, отрабатываемых автоспуском.
Эти три ранних типа видоискателя Nikon F2 соединяются с диафрагмой объектива так же, как в предыдущей модели Nikon F: при помощи поводка, входящего в паз вилки на объективе. Такой способ соединения используется во всех объективах и камерах, выпущенных до появления системы Nikon AI (англ. Automatic Maximum-Aperture Indexing). Процедура установки объектива на фотоаппараты с видоискателями старых типов предусматривает полуавтоматическую передачу в экспонометр значения светосилы объектива. Для этого после запирания байонета требуется поворот кольца диафрагмы до её полного открытия и обратно до упора. Дополнительное окно в передней части призмы служит для контроля правильности соединения, отображая значение светосилы после завершения процедуры установки объектива.
Неудобства такой системы, характерные для всех камер Nikon и Nikkormat ранних выпусков, были устранены в последующих моделях: Nikon F2A Photomic с призмой DP-11 и Nikon F2AS Photomic с призмой DP-12. Обе пентапризмы, выпущенные в 1977 году, аналогичны моделям DP-1 и DP-3 соответственно, но отличаются поддержкой системы AI, тогда же ставшей стандартом Nikon. Для этого пентапризма вместо поводка, входящего в паз вилки объектива, оснащена рычагом, упирающимся в уступ кольца диафрагмы при запирании байонета. Такая система раз и навсегда избавила пользователей камер Nikon от манипуляций при установке объектива, но привнесла ограничения в совместимость новых камер и старых объективов. Обе новые пентапризмы отличаются от старых отсутствием окна индикации светосилы объектива на передней стенке. Вместе с механизмом передачи значения диафрагмы в экспонометр, изменилась и система её отображения в видоискателе. В новых пентапризмах использована система ADR (англ. Aperture Direct Readout), ставшая стандартом для всех последующих «Никонов». В окно видоискателя через систему зеркал и линз проецируются цифры непосредственно с кольца диафрагмы.
Модель Nikon F2AS Photomic была наиболее совершенной версией камеры и розничная цена этого фотоаппарата без объектива в сети B&H составляла в 1977 году 539 долларов, что с учётом инфляции в 2013 году превышает 2000. Она несколько лет оставалась в продаже после выхода новейшего Nikon F3 и пользовалась устойчивым спросом, несмотря на более высокую стоимость. На сегодняшний день этот фотоаппарат считается одной из лучших когда либо созданных механических зеркальных камер и продаётся на вторичном рынке по высоким ценам.
Устройство DL-1, выпускавшееся ещё для пентапризм Nikon F, также пригодно для подсветки индикации в поле зрения видоискателей DP-1 и DP-11. Кронштейн с миниатюрной лампой закрепляется в резьбе окуляра и позволяет наблюдать значения выдержки и диафрагмы, а также положение стрелки экспонометра в условиях слабого освещения, когда света, попадающего сквозь верхнее окно пентапризмы, недостаточно. В этой же резьбе могут быть закреплены увеличительная двукратная лупа DG-2, угловой видоискатель DR-3, линзы диоптрийной коррекции или резиновый наглазник.
Кроме пентапризмы DE-1 были доступны ещё три типа видоискателя без экспонометра: шахта DW-1 и вертикальная лупа с шестикратным увеличением DW-2, а также специальный видоискатель для съёмки с движения DA-1. Последний обеспечивает видимость полного кадра с расстояния от глаза до окуляра 6 сантиметров, и допускает полноценное визирование в защитных очках или подводных масках.

### Автоматическое управление диафрагмой
Пентапризмы DP-2 и DP-3 могут работать совместно с приставными устройствами автоматического управления экспозицией DS-1 EE и DS-2 EE, которые соединяются с экспонометром видоискателя и объективом. Сервоприводы приставок поворачивают кольцо диафрагмы в соответствии с измеренной экспозицией, осуществляя режим приоритета выдержки. С пентапризмой DP-12 может стыковаться аналогичная система DS-12 EE, поддерживающая объективы системы AI. Все три приставки в сочетании с кассетой большой ёмкости и приставным электроприводом делают камеру пригодной для автономной автоматической работы с помощью дистанционного спуска или интервалометра. Выпущенный в 1971 году в нескольких опытных экземплярах объектив AF Nikkor 80mm f/4.5 мог дополнить эту систему, обеспечивая автофокусировку. Однако, такая технология экспоавтоматики оказалась слишком громоздкой и ненадёжной, предопределив неизбежность перехода на электронноуправляемый затвор, реализованный в следующем поколении фотоаппаратов Nikon F3 с единственной механической выдержкой.

### Совместимость объективов
С фотоаппаратом Nikon F2, оснащённым стандартной пентапризмой DE-1, совместимы любые объективы Nikkor с байонетом F, за исключением объективов серии G, не имеющих кольца диафрагмы. При поднятом зеркале возможна съёмка со сверхширокоугольными объективами Nikkor первых выпусков с коротким задним отрезком, однако зеркальный видоискатель при этом не работает и требуется установка дополнительного телескопического визира, входящего в комплект таких объективов. Объективы серии IX Nikkor для фотоаппаратов усовершенствованной фотосистемы не могут быть установлены даже при поднятом зеркале, поскольку часть их оправы слишком глубоко входит внутрь корпуса и может повредить механизм. Объективы серий G и DX для «кропнутых» цифровых фотоаппаратов Nikon, могут быть установлены на байонет F2, но не гарантируют получение полноценного изображения.
Экспонометры пентапризм DP-1, 2 и 3 работоспособны только с неавтофокусными объективами, оснащёнными колодкой соединения диафрагмы с экспонометром. Вся остальная оптика может работать с этими призмами только в режиме измерения при рабочем значении диафрагмы.
В то же время пентапризмы двух последних моделей DP-11 и DP-12 совместимы со всей оптикой Nikon кроме серии G. Объективы старого образца, не имеющие проточек кольца диафрагмы по спецификации AI, также могут быть установлены с возможностью экспозамера при рабочем значении диафрагмы. С этими же пентапризмами, а также со стандартной, совместимы объективы серии Е и украинского завода «Арсенал», непригодные для ранних пентапризм, поскольку не имеют соединительной колодки.

### Фокусировочные экраны
В камере Nikon F2 используются фокусировочные экраны Nikon F, обеспечивая полную взаимозаменяемость между обеими моделями. Для повышения яркости углов изображения, кроме плоско-выпуклой коллективной линзы большинство экранов содержат ступенчатую линзу Френеля и закреплены в металлических рамках. Всего доступно около 25 сменных экранов, выпущенных корпорацией для обеих камер.

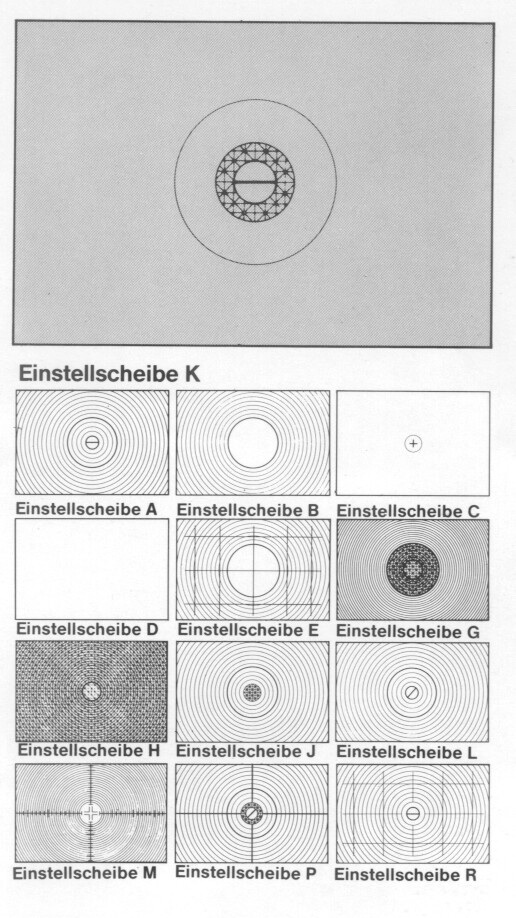
Фокусировочные экраны Nikon F2

- A — стандартный экран для Nikon F и Nikon F2, входящий в комплект камеры. Матированная линза Френеля с горизонтальными клиньями Додена. Тонкая окружность диаметром 12 мм обозначает приоритетную зону центровзвешенного экспозамера[55][54]. Рекомендован для общих условий съёмки. С 1977 года в качестве стандартного стал устанавливаться экран типа К;
- B — матированная линза Френеля с плоским (без линзы Френеля) матовым кругом диаметром 12 мм в центре[55][54]. Рекомендован для использования с телеобъективами;
- C — поле с тонким матированием и прозрачным кругом диаметром 4 мм с перекрестьем в центре[55][54]. Предназначен для съёмки через оптические приборы, такие как микроскоп и телескоп, но непригоден для общей фотографии. Особенно удобен в сочетании с видоискателем DW-2;
- D — матовая поверхность по всему полю без какой-либо разметки[54]. Из-за отсутствия линзы Френеля изображение в углах частично затемнено[55]. Рекомендован для работы с телеобъективами больших фокусных расстояний или для макросъёмки;
- E — аналогичен типу B, но с нанесённой по полю крупной сеткой[55][54]. Рекомендован для архитектурной съёмки;
- F — матированная линза Френеля с кругом микрорастра диаметром 12 мм в центре[55][54]. Обеспечивает точную фокусировку, рекомендован для работы при низкой освещённости;
- G — от предыдущего типа отличается отсутствием матирования линзы Френеля, прозрачной по полю. Фокусировка возможна только по центральному кругу с микрорастром[55]. Даёт особо яркое изображение, рекомендован для работы при низкой освещённости. Имеет 4 модели для различных фокусных расстояний;
  - G1 — для широкоугольных объективов с фокусным расстоянием до 35 мм;
  - G2 — для объективов с фокусным расстоянием менее 200 мм;
  - G3 — для телеобъективов с фокусным расстоянием от 200 до 800 мм;
  - G4 — для телеобъективов с фокусным расстоянием от 180 до 1200 мм;
- H — прозрачная линза Френеля с микрорастром по всей площади экрана[55]. Рекомендован для использования в условиях низкой освещённости и при съёмке движущихся объектов;
  - H1 — для объективов с фокусным расстоянием до 85 мм;
  - H2 — для объективов с фокусным расстоянием до 400 мм;
  - H3 — для телеобъективов с фокусным расстоянием от 180 до 600 мм;
  - H4 — для телеобъективов с фокусным расстоянием от 180 до 1200 мм;
- J — матированная линза Френеля, с центральным кругом микрорастра диаметром 4 мм и размеченной приоритетной зоной экспозамера[55]. Рекомендован для общего использования;
- K — комбинация предыдущего типа и типа A: кольцо микрорастра вокруг горизонтальных клиньев Додена. Начиная с 1977 года стандартный фокусировочный экран;
- L — аналогичен типу A, но с наклоном клиньев Додена под углом 45°[56][54];
- M — матированная линза Френеля с прозрачным кругом диаметром 5,5 мм в центре[56]. В круге нанесён сдвоенный крест, а по полю горизонтальная и вертикальная миллиметровые шкалы. Предназначен для макросъёмки и микрофотографии;
- P — аналогичен типу K, но с наклоном клиньев Додена под углом 45°[56]. На поле нанесено перекрестие;
- R — аналогичен типу A, но оптические поверхности клиньев Додена имеют уменьшенный наклон к плоскости матового стекла. Это позволяет пользоваться клиньями без их затемнения вплоть до относительного отверстия объектива f/5,6[56]. Поле размечено крупной сеткой;
- S — вариант типа A для фотоаппарата Nikon F2 Data. Размечена зона впечатывания информации;
- T — для кадрирования при подготовке фотографий для телевидения: размечена область 4:3 с учётом вылетов развёртки[56][54];

### Моторная группа

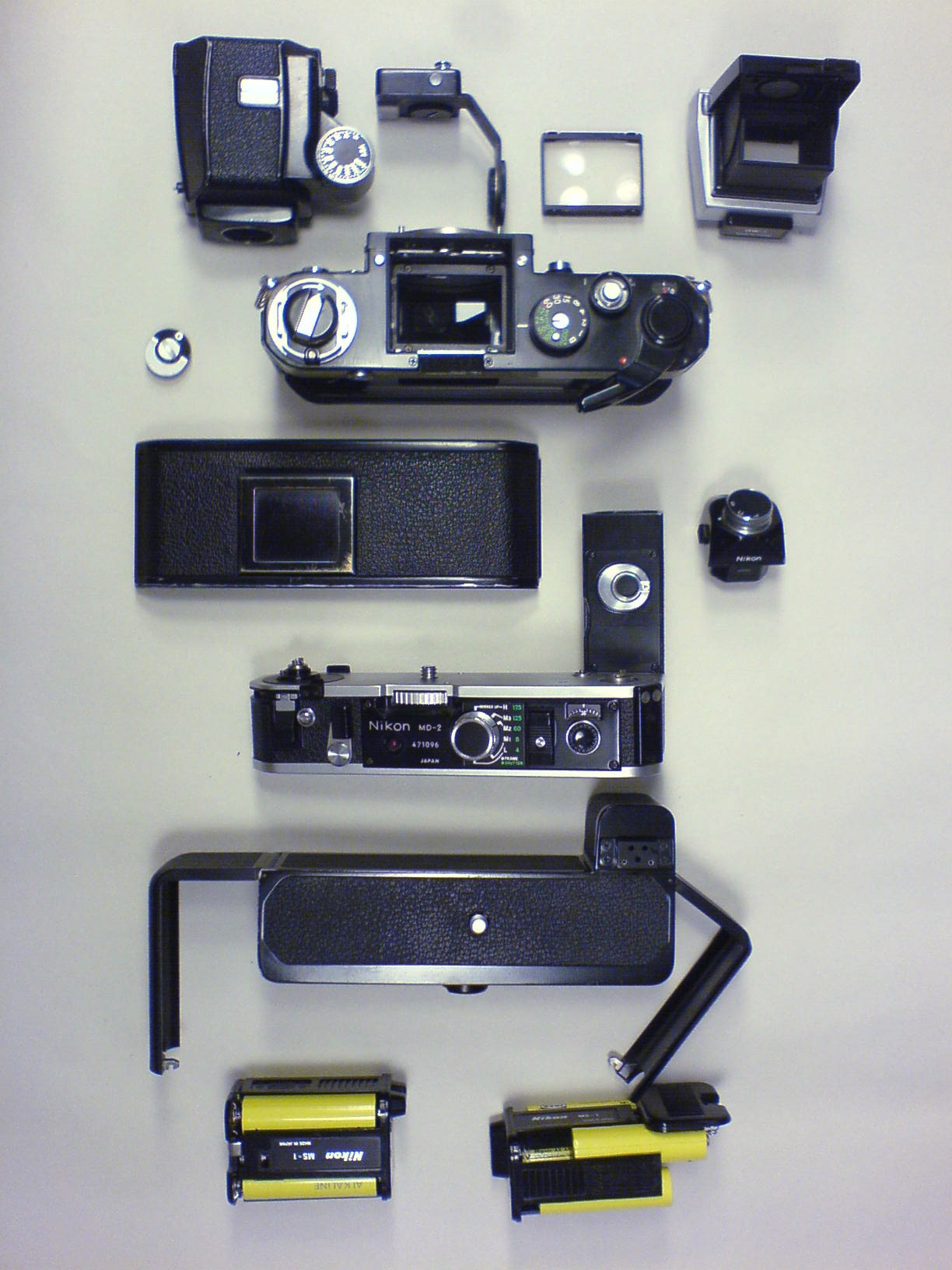
Фотоаппарат Nikon F2 и его принадлежности. В центре виден мотор MD-1, а под ним батарейный блок MB-1 и два держателя

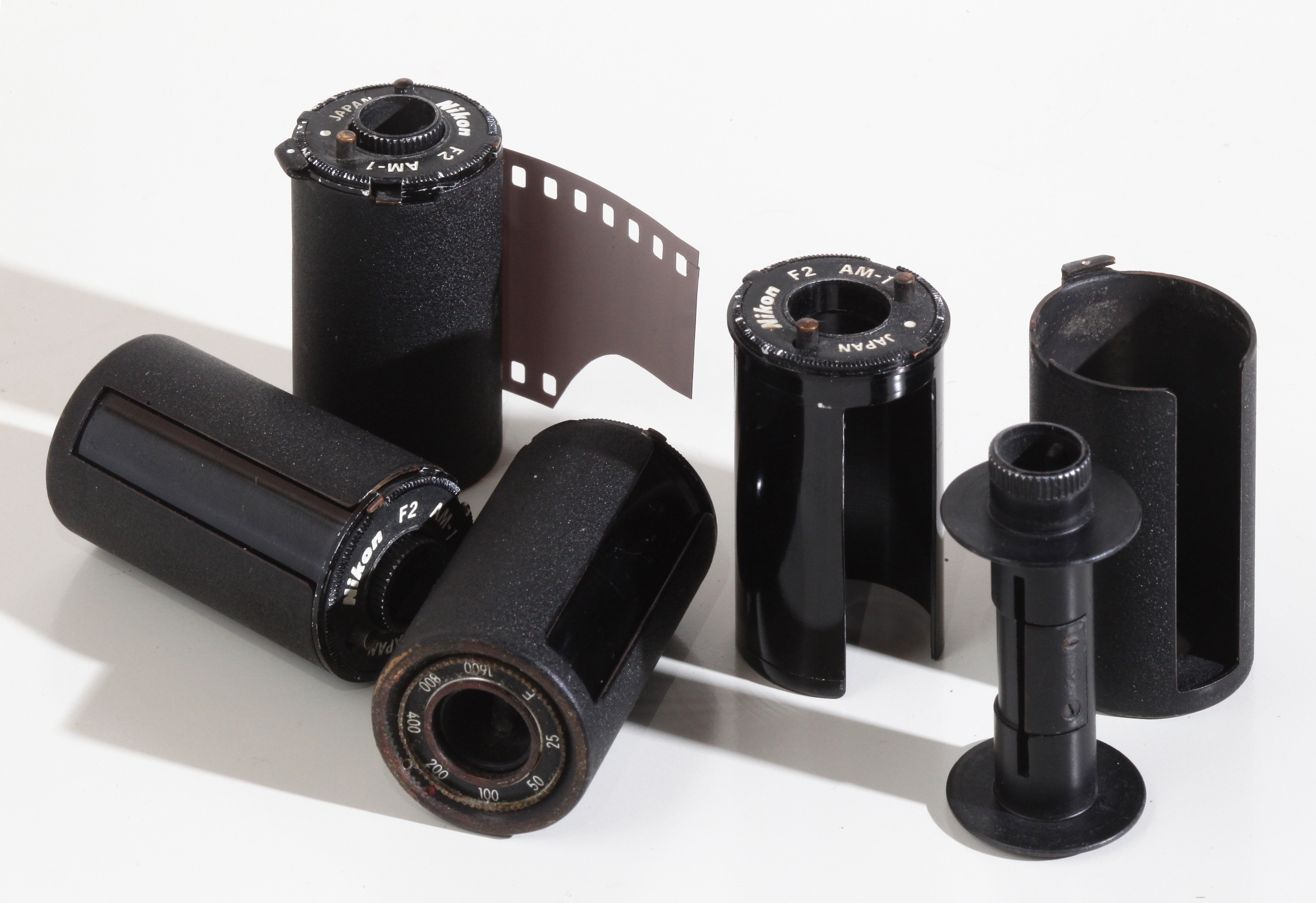
Двухцилиндровые кассеты AM-1 обеспечивают максимальную скорость протяжки

Nikon F2 впервые не требовал заводской синхронизации приставных электроприводов с конкретной камерой, как это было в Nikon F. Для фотоаппарата выпускались несколько моторов, основным из которых считался MD-1, в 1973 году заменённый незначительно доработанным MD-2. Оба обеспечивали скорость автоматической протяжки плёнки до 4,3 кадров в секунду при работающем зеркале, и до 5 при зафиксированном в верхнем положении, а также моторизованную обратную перемотку. Последняя осуществлялась при помощи муфты, входящей в кассету через отверстие в нижней части корпуса, в нормальном состоянии закрытое съёмным замком задней крышки. Конструкция предусматривала размещение батарей питания в отдельном блоке, который присоединялся к мотору снизу. Кроме 10 батареек AA, в батарейном блоке MB-1 могли использоваться два никель-кадмиевых аккумулятора MN-1, выпускавшихся корпорацией специально для моторных приводов. В случае работы от сетевого блока питания, батарейный отсоединялся. Мотор MD-2 отличался от первой модели наличием двух дополнительных контактов соединения со сменной задней крышкой MF-3. При их совместной работе включалась функция автоматического останова обратной перемотки, предотвращающая затягивание зарядного конца плёнки в кассету. Кроме того, вместо стрелочной индикации контроля батарей MD-2 оснащался светодиодной. Головка рукоятки мотора MD-2 со спусковой кнопкой и переключателем режимов съёмки выполнена съёмной и могла использоваться для дистанционного спуска при помощи провода длиной 3 метра.
Более дешёвый привод упрощённой конструкции MD-3 обладал максимальной скоростью протяжки до 4 кадров в секунду, а функция обратной перемотки в нём отсутствовала. При использовании штатного батарейного блока MB-2 скорость мотора не превышала 2,5 кадров в секунду. Несмотря на более скромные характеристики, эта модель пользовалась успехом у фотографов, и продавалась лучше двух первых.
Для скоростной версии Nikon F2 H с неподвижным полупрозрачным зеркалом в 1978 году налажен выпуск привода MD-100, являвшегося усовершенствованной версией MD-2 со скоростью протяжки до 10 кадров в секунду. Питание осуществлялось сдвоенным блоком MB-100, в котором размещались 20 батареек AA или четыре аккумулятора MN-1. Все четыре привода оснащались дополнительным счётчиком кадров, позволявшим автоматически отключать протяжку после съёмки любого кадра.
При установленном моторе был доступен дистанционный запуск одного или нескольких фотоаппаратов. Для этого выпускался пульт MW-1, осуществлявший радиоуправление на расстоянии до 700 метров. Допускалось одновременное или раздельное управление от одного до трёх фотоаппаратов с присоединёнными к моторам приёмными модулями. Более простой вариант ML-1 Modulite управлял единственным фотоаппаратом при помощи инфракрасных лучей на расстоянии до 60 метров.
Интервалометр MT-1 программировался на запуск съёмки с любым интервалом и также соединялся с моторным приводом.
Спусковая кнопка Nikon F2 не снабжалась резьбой для спускового тросика, поэтому с фотоаппаратом совместимы только тросики AR-2 и AR-4 собственного стандарта. Для присоединения тросиков стандарта ISO можно установить на кнопку переходник AR-8. Кроме того, компания выпускала удлинитель спусковой кнопки AR-1, повышающий удобство работы с высокими измерительными пентапризмами. Дополнительные кнопки MR-1, -2 и -3 были рассчитаны на установку в трёхконтактный электрический разъём моторных приводов, повышая удобство съёмки вертикальных кадров.

### Приставки для моментальной фотографии
Для работы с комплектами моментальной фотографии выпускались задники Polaroid, которые устанавливались вместо штатной задней крышки. Они позволяли в течение нескольких секунд получать позитивное изображение размером 24×36 миллиметров. Приставки-адаптеры Speed Magny 45-2 и Speed Magny 100-2, которые выпускались дочерней компанией Mikami, давали увеличенные снимки, заполняющие весь лист фотокомплектов серий 550 и 100 с кадром 10×13 и 8,5×11 сантиметров соответственно. Такие приставки состояли из конденсора, двух оборачивающих зеркал и проекционного объектива EL Nikkor 50/2,8. Удлинение оптического тракта снижало общую светосилу, требуя увеличения экспозиции на 5 ступеней. Кроме того, большинство съёмочных объективов с фокусным расстоянием короче 85 мм давали виньетирование в углах из-за особенностей конденсора. Однако, размер получаемых снимков позволял экономить время в новостной фотожурналистике, давая возможность передавать их по фототелеграфу.

## Специальные версии

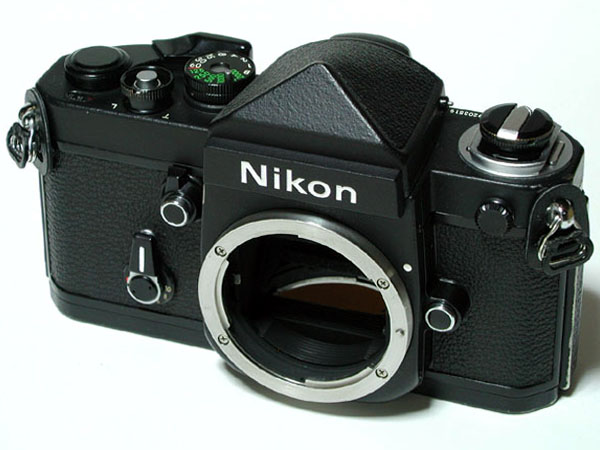
Фотоаппарат Nikon F2/T

Кроме стандартных камер Nikon F2 с различными пентапризмами, небольшими тиражами выпускалось несколько специальных версий фотоаппарата. Самая известная из них, сверхпрочная F2/T до сих пор ценится коллекционерами, продаваясь на аукционах практически по цене новой. Верхняя, нижняя и задняя крышки, а также щиток зеркала этой камеры изготавливались из титана вместо традиционной латуни. Штатная пентапризма DE-1T без экспонометра в титановом корпусе также поставлялась для обычных фотоаппаратов F2. Все камеры F2/T имели чёрную окраску с особой текстурой, за исключением первых выпусков с натуральным цветом титана, который посчитали непрактичным.
Титановая версия получила дополнительную популярность, благодаря заказу японского путешественника Наоми Уэмура, который в 1977 году попросил изготовить фотоаппарат, приспособленный для работы в условиях арктического холода. Выпущенные три экземпляра специально разработанной камеры Nikon F2 Titanium Uemura были рассчитаны на температуры ниже -50 °C и работали безотказно во время полугодовой одиночной экспедиции на собачьих упряжках через Северный полюс и Гренландию. Фотоаппарат отличался усиленными пружинами и специальной морозостойкой смазкой трущихся пар. Ход плёнки был также изменён, чтобы предотвратить обрыв хрупкой на морозе подложки: приёмная катушка, вращающаяся в противоположную сторону, наматывала фотоматериал эмульсией внутрь, а не наружу, как в обычной модели F2. Это устранило резкие перегибы фотоматериала после зубчатого барабана, характерные для большинства малоформатных фотоаппаратов. От случайного обрыва также страховала нумерация счётчика кадров, выполненная красной краской, начиная с 31 кадра. Контакт перфорации с зубьями поддерживался дополнительным выравнивающим валиком, установленным на задней крышке. Специальное покрытие прижимного столика предотвращало накопление статического электричества на плёнке в условиях низкой влажности Арктики.
Серийные фотоаппараты F2/T, выпуск которых начат в 1976 году, отличались от обычных F2 только титановыми крышками, сохранив традиционное устройство и ход плёнки. Версия F2 Titan была поздним вариантом F2/T с нанесённой спереди верхнего щитка надписью Titan. Изготовлено всего 3000 экземпляров такого варианта титановой версии, выпускавшейся только в 1979 году и только в чёрном исполнении.
Ещё одной версией, армированной титановыми крышками, стала скоростная F2 H или F2 High Speed, представленная на ярмарке Photokina в 1978 году. Этот фотоаппарат оснащался неподвижным полупрозрачным зеркалом и, в комбинации с моторным приводом MD-100 и двумя батарейными блоками MB-1, снимал с частотой до 10 кадров в секунду. Кроме того, камера не оснащалась приводом прыгающей диафрагмы, обеспечивая визирование при её рабочем значении. Вместо стандартного репетира диафрагмы на том же месте расположена кнопка её полного открытия. Диапазон выдержек затвора уменьшен до 1/1000 секунды, исключены ручная и длительные выдержки, а механизм автоспуска отсутствует. Камера поставлялась с призмой DE-1T, но использование любого видоискателя «Фотомик» также возможно при экспокоррекции с учётом того, что в экспонометр попадают лишь 35 % света, отражённые от полупрозрачного зеркала. В камере установлен фокусировочный экран типа В, который не может быть заменён. Всего было выпущено 400 таких фотоаппаратов, представляющих огромную коллекционную ценность.
Для работы с датирующими крышками MF-10 и MF-11 была разработана специальная модель Nikon F2 Data, отличающаяся от стандартного F2 наличием в кадровом окне съёмной маски, затеняющей пространство для впечатывания информации. В крышку, ставшую первым подобным устройством Nikon, устанавливались механические часы Seiko и такой же календарь, изображение которых впечатывалось на плёнку микрообъективом при помощи встроенной вспышки. Кроме того, предусматривалась съёмная табличка, на которой можно было от руки записать любую информацию для впечатывания. Вспышка экспонировала плёнку через подложку и не требовала синхронизации с затвором, но соединялась кабелем с разъёмом PC на корпусе камеры. Взаимное расположение впечатывающего устройства и маски в кадровом окне регулировалось на заводе, поэтому разные крышки невзаимозаменяемы. Все фотоаппараты Nikon F2 Data комплектовались фокусировочным экраном типа S с обозначенной зоной впечатывания. Второй тип датирующей крышки MF-11 рассчитан на работу с кассетой на 250 кадров. Всего выпущено менее 1000 экземпляров модифицированной камеры, оказавшейся слишком дорогой и быстро снятой с производства.
К 25-летию поставок камер Nikon в США американскими дилерами была выпущена версия F2 A Anniversary, отличающаяся металлическим шильдиком на верхнем щитке с надписью 25th Anniversary. Впоследствии многие шильдики отвалились от камер, не представляющих большой коллекционной ценности, поскольку авторство версии не принадлежит Nippon Kogaku.
Специальная версия SS-F2 Slidemagic System переделывалась частными мастерскими Maximillian Kerr Associates Inc. из стандартного F2, и предназначалась для точных репродукционных работ и подготовки презентаций, содержащих элементы анимации на основе слайдов. До появления видеопрезентаций при помощи компьютера, слайд-презентации были очень популярны, и требовали точной аппаратуры для подготовки. Камера оснащалась задней крышкой с двухзубым контргрейфером, с высокой точностью фиксирующим плёнку относительно кадрового окна. Фильмовый канал фотоаппарата модифицировался: в нём высверливались отверстия для входа зубьев, а на несменяемый фокусировочный экран наносилась мелкая сетка.
Камера была элементом сложной системы, состоящей из репродукционной установки, осветительного оборудования, поворотного стола и приспособлений для макросъёмки. Специальный фонарь, устанавливаемый вместо видоискателя, мог проецировать изображение фокусировочного экрана на предметную плоскость, повышая точность совмещения разных оригиналов.
Количество изготовленных камер неизвестно. Существовали варианты F2 с фиксацией плёнки в фильмовом канале, изготовленные другими мастерскими.